# Райнсберг
Райнсберг (нім. Rheinsberg) — місто в Німеччині, розташоване в землі Бранденбург. Входить до складу району Східний Прігніц-Руппін.
Площа — 324,83 км2. Населення становить 7948 ос. (станом на 31 грудня 2020).

## Демографія
- Динаміка населення з 1875 року в сучасних кордонах (Синя лінія: населення; Пунктир: відносна порівняльна динаміка населення землі Бранденбург; Сірий фон: період Третього рейху; Помаранчевий фон: період НДР)
- Динаміка населення (синя лінія) і прогнози

| Рік  | Населення |
| ---- | --------- |
| 1875 | 7 461     |
| 1890 | 7 554     |
| 1910 | 8 015     |
| 1925 | 8 263     |
| 1939 | 9 063     |
| 1950 | 11 188    |
| 1964 | 10 391    |

| Рік  | Населення |
| ---- | --------- |
| 1971 | 10 450    |
| 1981 | 9 635     |
| 1985 | 9 612     |
| 1990 | 9 700     |
| 1995 | 9 390     |
| 2000 | 9 374     |
| 2005 | 9 005     |

| Рік  | Населення |
| ---- | --------- |
| 2010 | 8 466     |
| 2015 | 8 153     |
| 2016 | 8 161     |
| 2017 | 8 111     |
| 2018 | 8 015     |
| 2019 | 8 007     |
| 2020 | 7 948     |

Джерела даних вказані на Wikimedia Commons.

## Галерея

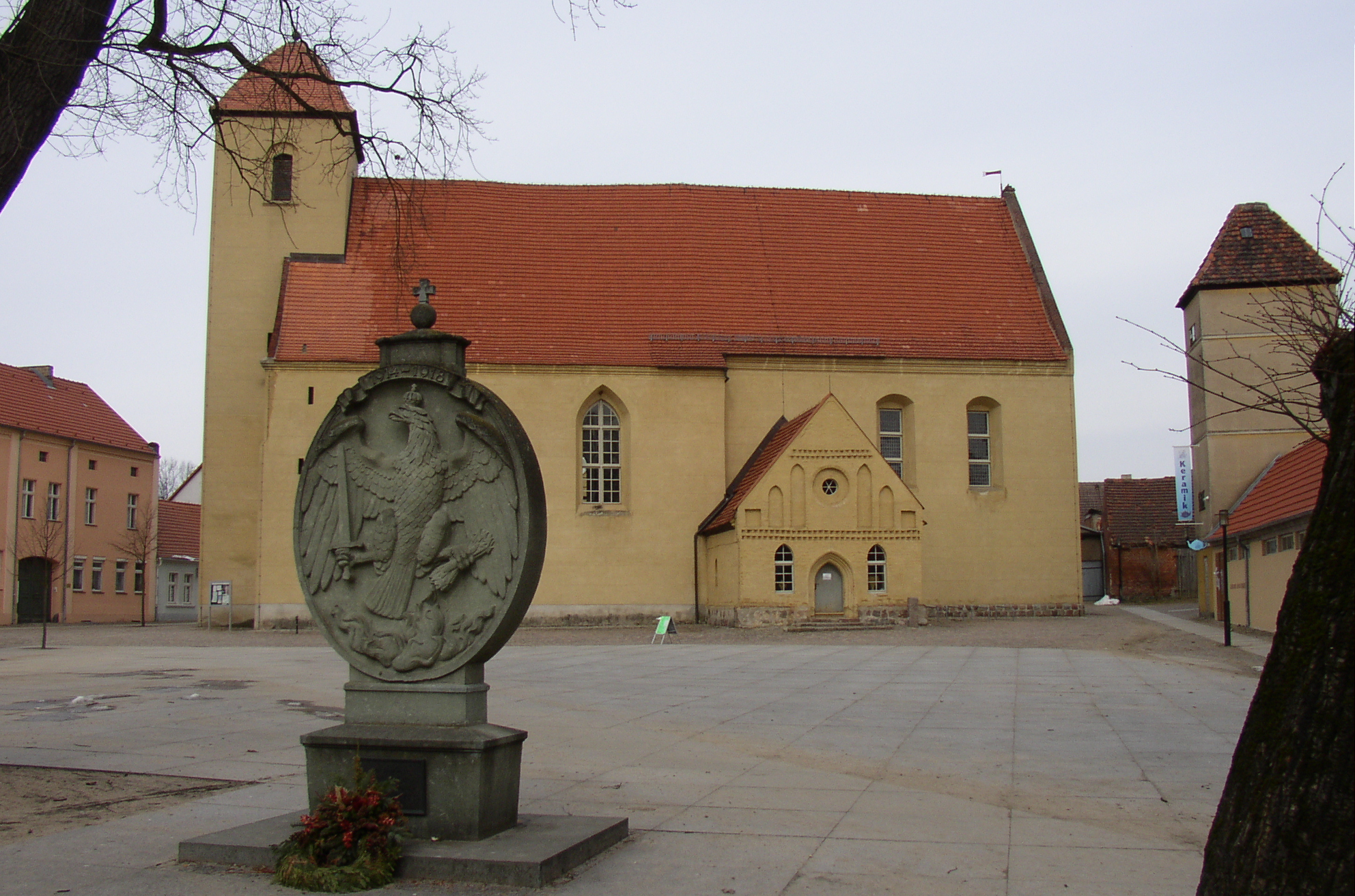
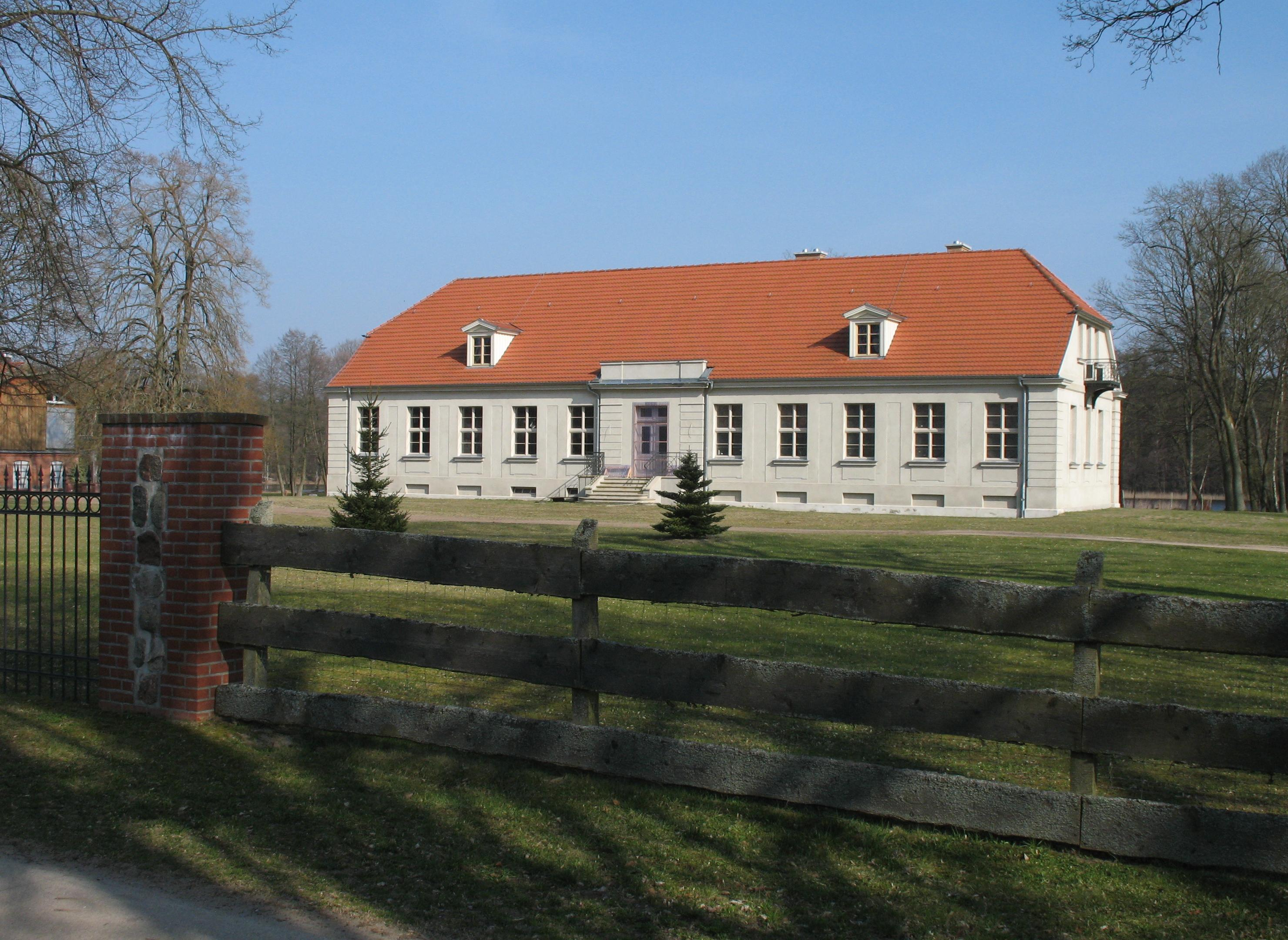
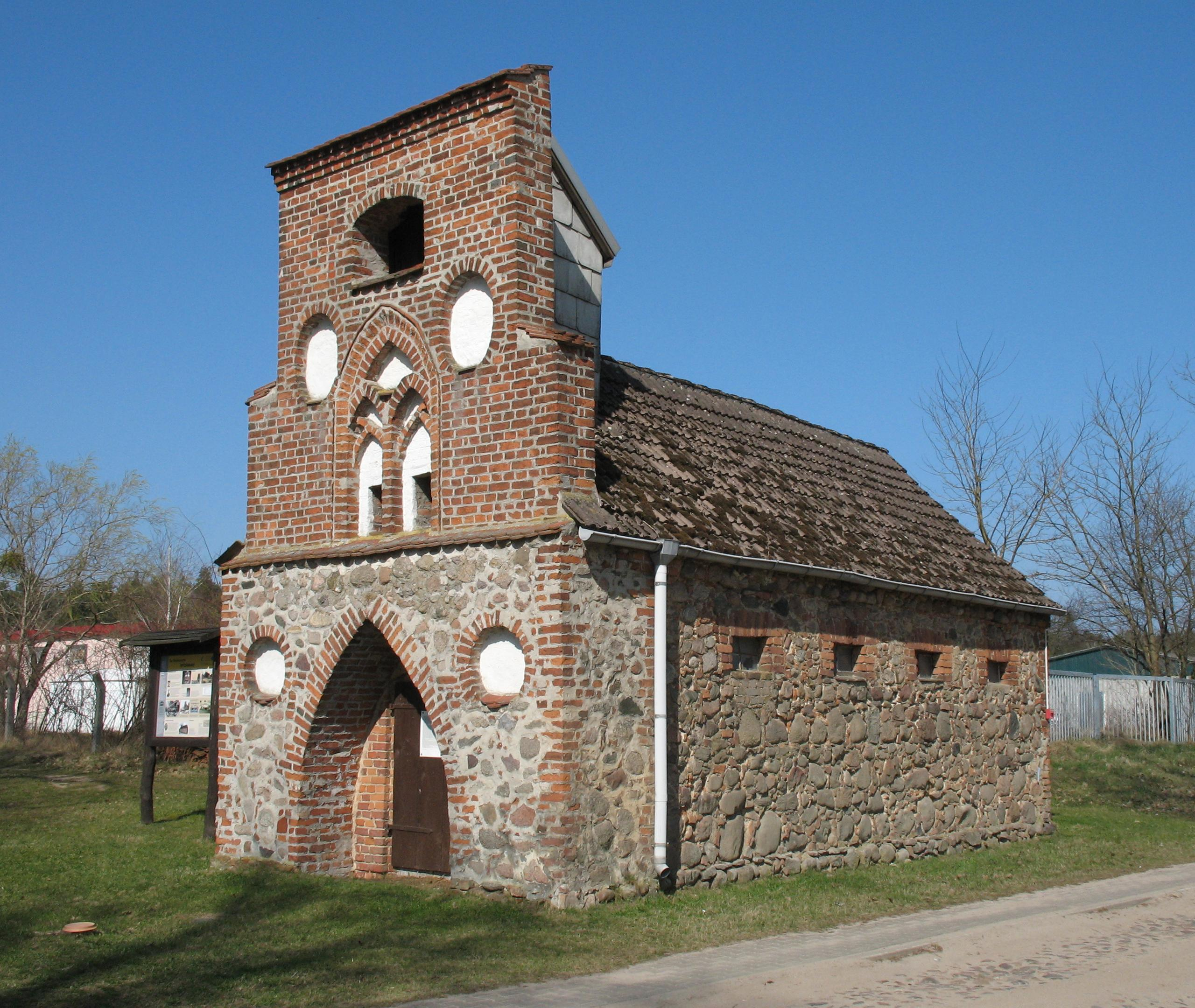
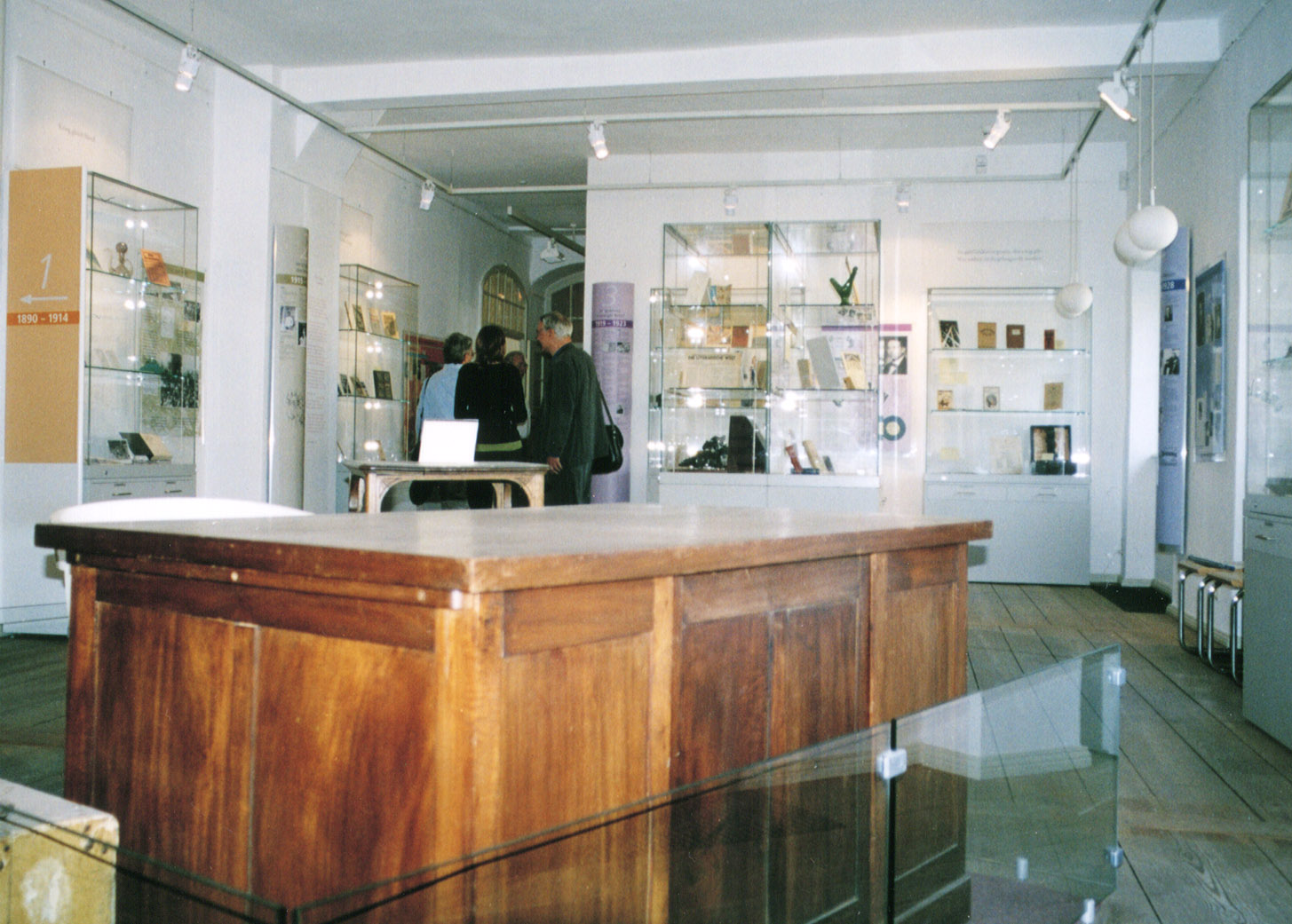
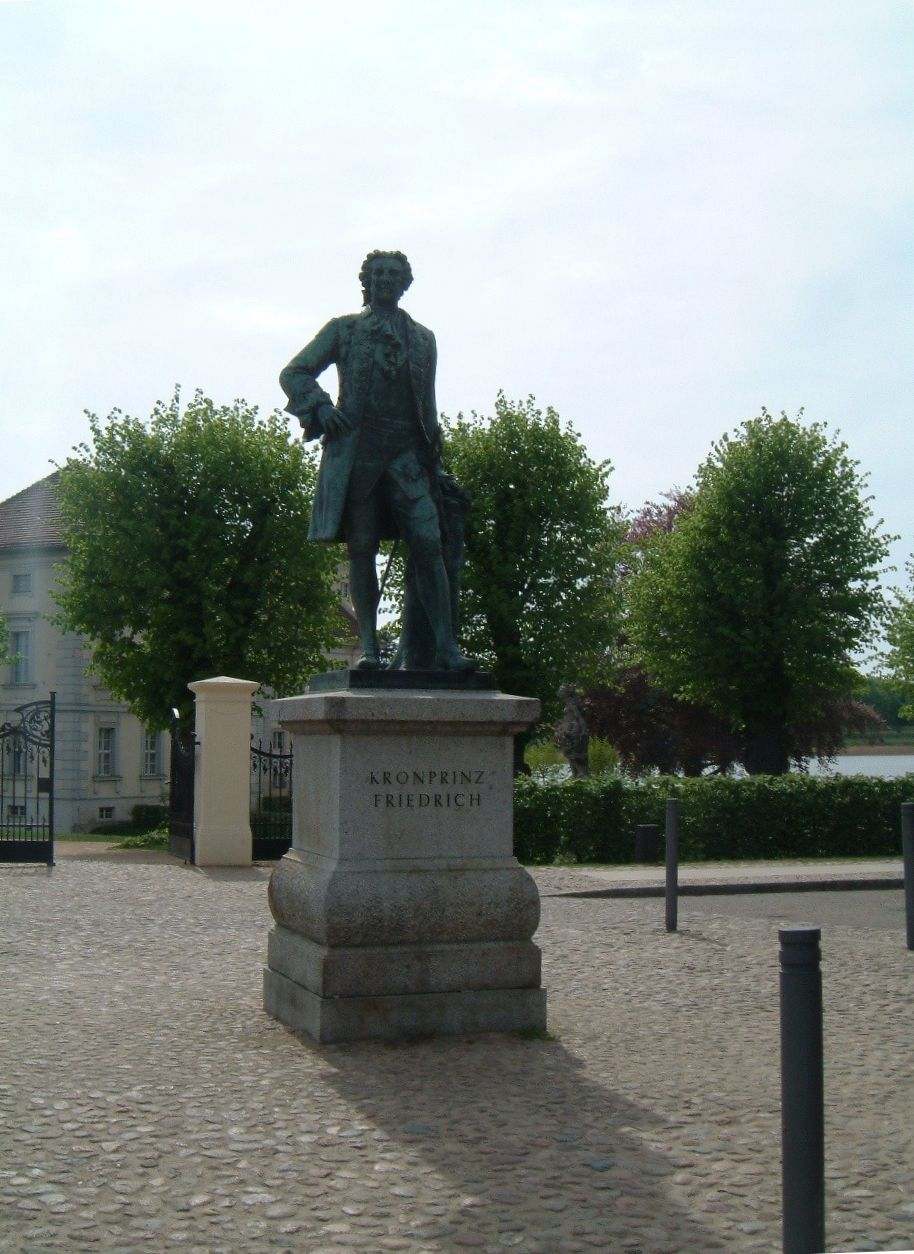
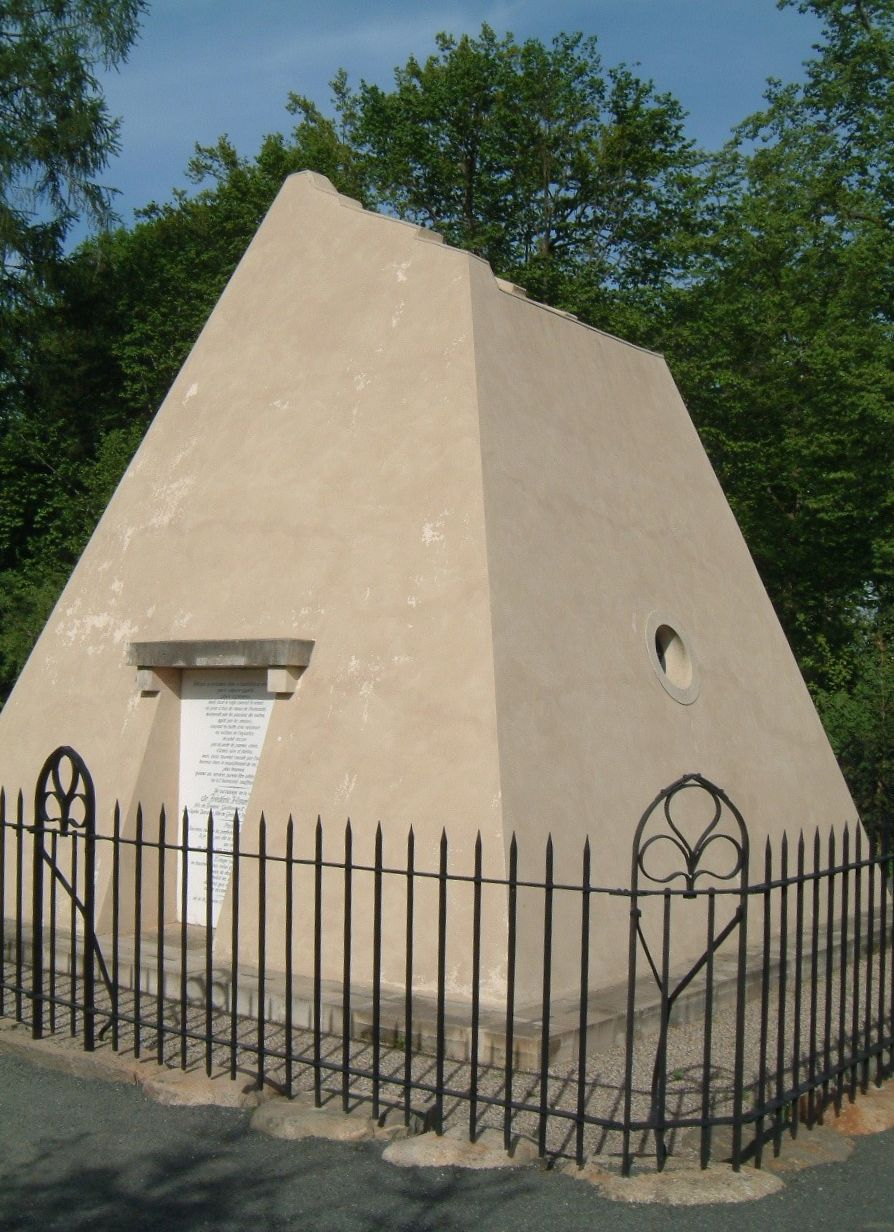